# Toy Story of Terror!
Toy Story of Terror! è uno speciale televisivo d'animazione di Halloween scritto e diretto da Angus MacLane, ambientato poco dopo il film Toy Story 3 e andato in onda sulla rete televisiva statunitense ABC il 16 ottobre 2013. Nella versione originale, lo special vede Joan Cusack, Tom Hanks, Tim Allen, Don Rickles, Wallace Shawn, Timothy Dalton e Kristen Schaal nuovamente nei loro ruoli di Jessie, Woody, Buzz Lightyear, Mr. Potato Head, Rex, Mr. Pricklepants e Trixie, con l'aggiunta di Carl Weathers nel ruolo di Combat Carl e Stephen Tobolowsky in quello di Ron. La colonna sonora dello special, composta da Michael Giacchino, è stata pubblicata il giorno prima della trasmissione su Amazon.com in formato digitale. In Italia è andato in onda il 26 ottobre 2013 su Disney Channel. Dal 19 giugno 2020 è disponibile sulla piattaforma Disney+.

## Trama
Jessie, Woody, Buzz, Rex, Mr Potato, Trixie e Mr Pricklepants sono in viaggio con la loro padroncina Bonnie per andare a trovare la nonna di quest'ultima; durante il viaggio gli amici guardano un film dell'orrore (con i noiosi appunti di Pricklepants), ma Jessie è particolarmente spaventata poiché soffre di claustrofobia: come narrato nel secondo film, infatti, ha passato anni e anni chiusa in una scatola e trovarsi in luoghi bui e chiusi la traumatizza.
A un certo punto l'auto della mamma di Bonnie fora una ruota e la donna decide di non proseguire il viaggio e di fermarsi al DormiBene, un motel dall'aria sinistra.
Quando la valigia con dentro i giocattoli viene messa in camera, Mr. Potato decide di uscire per andare a curiosare, nonostante Woody gli consigli di non uscire, poiché un motel è un posto dove i giocattoli rischiano facilmente di perdersi. In effetti, poco dopo Potato scompare misteriosamente, e uno alla volta tutti i giocattoli escono dalla valigia, tranne Jessie. Sorpresa da un attacco di claustrofobia la cow girl corre fuori e incontra i suoi amici, ma di Potato ancora non c'è traccia: si percepisce però la presenza di una misteriosa creatura che si muove nell'oscurità. La creatura, che si muove molto velocemente, cattura tutti i giocattoli e li trascina nel buio, inseguendo anche Jessie fino a una toilette.
Qui Jessie incontra Combat Carl, l'action figure di un soldato priva di una mano, che la mette in guardia da "cose orribili" che capitano ai giocattoli nel motel; poco dopo lo stesso Carl viene catturato dalla misteriosa creatura. Jessie si ritrova nella vasca da bagno (in una chiara citazione del film Psyco) braccata dalla creatura, che si rivela essere Mr Jones, un'iguana che il direttore dell'albergo tiene come animale da compagnia. 
Il rettile è addestrato a rubare i giocattoli dei piccoli ospiti del motel, che poi il direttore vende su un sito d'aste online. Jessie viene portata da Mr Jones nell'ufficio del direttore, dove ritrova tutti i suoi amici chiusi in una vetrina. Woody è stato già venduto per 2000 dollari e messo in una scatola pronta per essere spedita via corriere; poco dopo anche Jessie viene venduta per un'altissima cifra.
Jessie si ritrova così a essere l'unica tra i giocattoli a trovarsi fuori della vetrina in un momento di distrazione del direttore; l'unico modo per salvare Woody e gli altri amici sarebbe di farsi rinchiudere in una scatola e salire sul camion del corriere, ma la claustrofobia le impedisce di farlo. Combat Carl allora la aiuta a trovare la motivazione e la forza necessarie: pur con qualche difficoltà la cow girl riesce a liberare Woody e insieme tornano dai loro amici proprio mentre Bonnie e sua madre stanno andando via.
Jessie corre in direzione di Bonnie, ma è attaccata da Mr Jones; tuttavia la ragazza riesce a usare la spinta dell'iguana per tirare via le tende dell'ufficio e attirare l'attenzione della sua padroncina, recuperando al contempo la mano perduta di Combat Carl e il braccio di Mr Potato, che erano stati mangiati dal rettile. Bonnie vede i suoi amici giocattoli in vetrina e corre a recuperarli. Finalmente riuniti, gli amici tornano a casa con il ricordo di questa avventura e con gli insegnamenti che ne hanno tratto.
Durante i titoli di coda, si vedono Combat Carl e gli altri giocattoli prigionieri del direttore, finalmente liberi, partire alla volta delle loro case di provenienza; il direttore del motel riceve invece una visita dei poliziotti chiamati dalla mamma di Bonnie: tenterà di raggirarli rubando la loro auto ma senza successo.

## Personaggi e doppiatori
| Personaggio                 | Doppiatore originale | Doppiatore italiano  |
| --------------------------- | -------------------- | -------------------- |
| Jessie                      | Joan Cusack          | Ilaria Stagni        |
| Combat Carl Combat Carl Jr. | Carl Weathers        | Paolo Marchese       |
| Sceriffo Woody              | Tom Hanks            | Fabrizio Frizzi      |
| Buzz Lightyear              | Tim Allen            | Massimo Dapporto     |
| Ron                         | Stephen Tobolowsky   | Mino Caprio          |
| Mr. Pricklepants            | Timothy Dalton       | Michele Kalamera     |
| Rex                         | Wallace Shawn        | Carlo Valli          |
| Mr. Potato Head             | Don Rickles          | Angelo Nicotra       |
| Trixie                      | Kristen Schaal       | Micaela Incitti      |
| Pez Cat                     | Kate McKinnon        | Daniela Amato        |
| Mamma di Bonnie             | Lori Alan            | Daniela D'Angelo     |
| Transitron                  | Peter Sohn           | Alessandro Ballico   |
| Bonnie                      | Emily Hahn           | Arianna Vignoli      |
| Signora delle consegne      | Dawnn Lewis          | Claudia Giglio       |
| Vampiro                     | Jason Topolski       | Ambrogio Colombo     |
| Pocketeer                   | Ken Marino           | Stefano Brusa        |
| Old Timer                   | Christian Roman      | Dante Biagioni       |
| Betsy                       | Laraine Newman       | Sara Labidi          |
| Tizio del carro attrezzi    | Jason Topolski       | Niccolò Guidi        |
| Computer                    | Tara Strong          | Gloria Rossi         |
| Agente Wilson               | Angus MacLane        | Carlo Scipioni       |
| Agente Phillips             | Josh Cooley          | Stefano Alessandroni |
| Mr. Jones                   | Dee Bradley Baker    |                      |

## Colonna sonora

### Album

#### Tracce
Musiche di Michael Giacchino; edizioni musicali Walt Disney Records.
1. The Suspension Is Killing Me – 0:44
2. Thinking Inside the Box – 1:40
3. Motel Me a Scary Story – 1:07
4. I've Got a Bag Feeling About This – 1:45
5. Why'd It Have to Be Crawl Spaces? – 1:15
6. The Ballad of Combat Carl – 2:33
7. Iguana Be Kidding Me – 4:03
8. Nobody Puts Jessie in the Box – 1:33
9. Rock 'Em Box 'Em Robots – 1:31
10. Pink Peanut Panic – 1:23
11. World's Worst Curtain Call – 2:31
12. FedExit (End Credits) – 0:53

Durata totale: 20:58

## Accoglienza
Lo special ha ricevuto un'accoglienza generalmente positiva da parte della critica. Su Rotten Tomatoes ha ricevuto una sola recensione negativa su tredici, mentre su Metacritic ha un punteggio di 79 su 100 sulla base di sette giudizi. Matt Roush di TV Guide ha affermato che lo special è "una deliziosa vignetta di mezz'ora composta da gag, azione e auto-responsabilizzazione, che adagia il suo messaggio di inarrendevolezza in un formidabile divertimento non-stop". Brian Lowry di Variety ha detto che "Toy Story of Terror! è lungo circa un quarto di un normale film d'animazione, ma per tutto il resto potrebbe facilmente essere scambiato per una versione da grande schermo, dal ritmo e umorismo alla colonna sonora di Michael Giacchino". Secondo Rob Owen della Pittsburgh Post-Gazette, Toy Story of Terror "è una piccola avventura che si addice alla lunghezza di mezz'ora, ma è anche intelligente nel modo in cui mette fondamentalmente i personaggi di Toy Story in una situazione riconoscibile, che è simile ai film del grande schermo". Neil Genzlinger di The New York Times ha affermato che "una volta che la valanga annuale di episodi, special e film di Halloween sorpassano la TV, probabilmente non ci si aspetta di usare la parola" affascinante" molto spesso. Ma essa descrive perfettamente Toy Story of Terror!". Todd VanDerWerff di The A.V. Club ha invece sostenuto che "il franchise di Toy Story ha sempre operato al meglio con una nota di panico esistenziale, e ce n'è un po' anche qui, ma sembra che lo special si appoggi in modo terribilmente difficile ai film che gli hanno dato origine". Robert Lloyd del Los Angeles Times ha scritto che "anche i temi dei precedenti film di Toy Story vengono riciclati, cosa che non dovrebbe preoccupare nessuno. Anche se Woody e Buzz ottengono il loro tempo sullo schermo – con Jessie, sono i "Jules et Jim" dell'animazione computerizzata su giocattoli senzienti –, è sulla coraggiosa cowgirl che affronta le sue paure, che si basa la storia".

## Curiosità
- Il vincitore dell'asta online che vede come oggetto Woody e Jessie è Al del film Toy Story 2: il suo indirizzo si può leggere sul pacco dove viene rinchiuso Woody.
- Anche se viene introdotto per la prima volta in questo film, Combat Carl era apparso già in Toy Story: era il giocattolo che Sid faceva esplodere nel giardino di casa sua. Tuttavia in quell'occasione veniva visto da lontano, non parlava e aveva un altro nome: Johnny.
- I titoli di coda del corto ricordano la scena del trasloco del primo Toy Story.